# Mitsubishi Xforce
La Mitsubishi Xforce è una autovettura prodotta dalla casa automobilistica giapponese Mitsubishi Motors a partire dal 2023.

## Descrizione

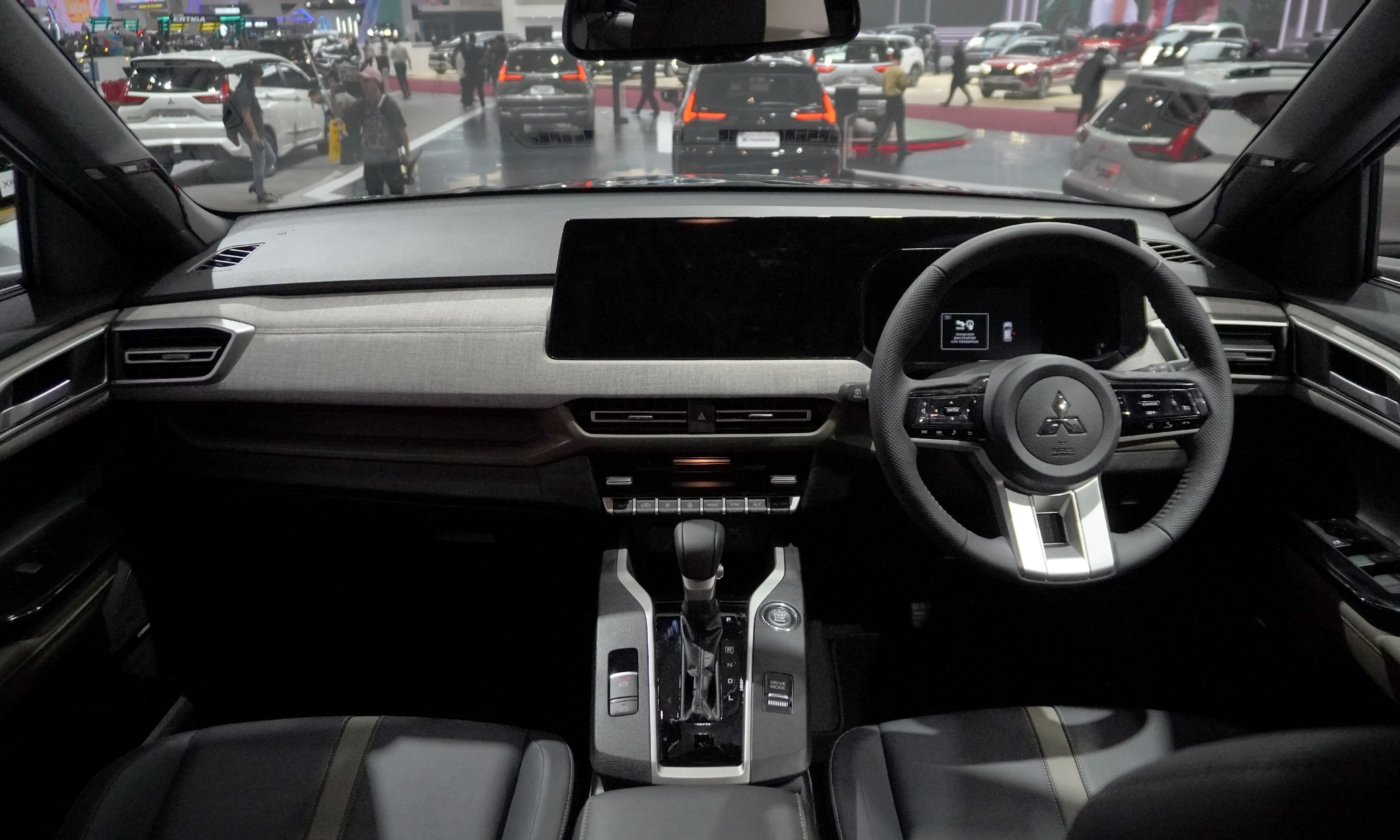
Interni

Xforce è un crossover SUV compatto di segmento C prodotto dalla filiale Mitsubishi MMKI per il solo mercato asiatico, venendo anticipato dalla concept car denominata XFC Concept, presentato per la prima volta il 19 ottobre a Ho Chi Minh City e poi al Motor Show del Vietnam il 26 ottobre 2022. La versione per la produzione in serie è stata presentata al 30° Gaikindo Indonesia International Auto Show il 10 agosto 2023.
Il modello utilizza un nuovo design nella parte anteriore, denominato "Dynamic Shield".
Costruito sulla stessa piattaforma della monovolume Xpander, l'Xforce è stato specificatamente messo a punto e progettato per offrire un maggiore comfort di marcia sulle strade del sud est asiatico, utilizzando uno specifico assetto delle sospensioni anteriori, insieme ad ammortizzatori posteriori di diametro maggiore e al sistema del controllo attivo dell'imbardata.
L'Xforce offre quattro modalità di guida a seconda della variante: Normale, Bagnato, Ghiaia e Fango.